# Éditions Albert Méricant
Les Éditions Albert Méricant sont une maison d'édition française créée en 1897 et disparue en 1928, spécialisée dans la publication de romans populaires.

## Historique
À sa création le 31 décembre 1897, la maison d'édition porte le nom de Société Didier et Méricant et établit ses locaux au 1 rue du Pont-de-Lodi dans le 6e arrondissement de Paris. Le 22 septembre 1900, Albert Méricant, né en 1868, devient seul propriétaire de la maison d'édition, qui prend alors le nom de Éditions Albert Méricant. En 1912, elle déménage son siège dans le 14e arrondissement de Paris au 29 rue de Châtillon. Les éditions disparaissent à la mort d'Albert Méricant en 1928.

## Collections

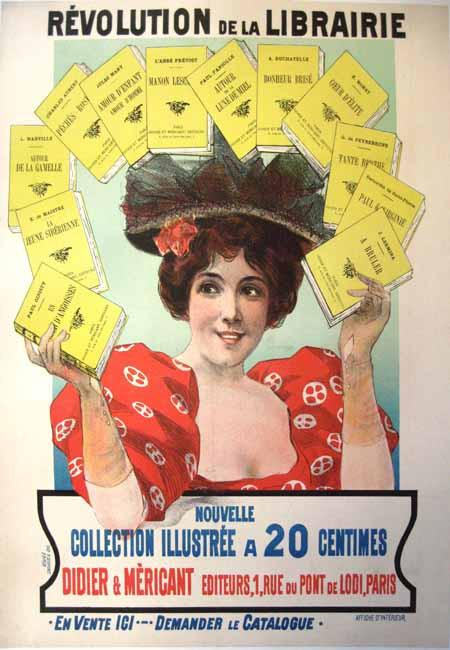
Affiche publicitaire pour la « Nouvelle Collection Illustrée » (vers 1897).

Parmi les collections que proposent les éditions Albert Méricant, « Le Roman d'Aventures », reconnaissable à sa bordure rouge, rassemble plusieurs récits d'aventures de Gustave Le Rouge et de Paul d'Ivoi aux couvertures illustrées par Charles Lapierre, tandis que la collection « Les Récits Mystérieux » est spécialisée dans la littérature d'imagination scientifique, puisque la majorité de ses vingt-et-un volumes se rapportent à la conjecture (notamment Léon Groc, Jules Hoche, Jean de Quirielle, Gustave Le Rouge) et propose des récits de vie artificielle, d'emprise psychique et de force intra-atomique. Ces publications, aux couvertures colorées, sont majoritairement réalisées par le peintre Charles Atamian. Cette collection semble avoir été inspirée de celle des éditions Tallandier, « Les Romans Mystérieux » (débutée à partir de 1910). Par ailleurs, les romans la composant ont été traduits en italien pour figurer dans la collection « I Racconti Misteriosi », par la maison d'édition milanaise Sonzogno (it), qui semble avoir des accords commerciaux avec Albert Méricant.
Enfin, la collection « Les Romans Policiers » rassemble des récits policiers écrits par Georges Meirs (de son vrai nom Jean-Rémy Machoux). Elle regroupe ainsi vingt-deux aventures de William Thorpe (devenu au bout de deux volumes William Tharps à la suite d'un procès gagné par un avocat du nom de Thorpe), ainsi que trois volumes des aventures de Walter Clarck (un dernier est annoncé mais non paru).
L'un de leurs auteurs les plus à succès fut sans aucun doute Victorien Du Saussay.
- Nouvelle Collection Illustrée (1897-1906)
- Mon Théâtre (périodique, 1904)
- Actual Bibliothèque (1906)
- La Guerre infernale (roman de Pierre Giffard publié en série, illustré par Albert Robida, 1908)
- Le Roman d'aventures (1908)
- Les Drames de l'air (1909)
- Le Roman illustré / Le Roman inédit (1909)
- Le Nu au Salon (1910-1913)
- Les Romans policiers (1911-1914)
- Les Récits mystérieux (1911-1914)
- Roman-Bibliothèque (1911)